# Hoge Raad van Arbeid
De Hoge Raad van Arbeid was een advies- en overlegorgaan van werknemers, werkgevers en overheid - de voorloper van de Sociaal-Economische Raad (SER). De Hoge Raad van Arbeid werd als opvolger van de Kamers van Arbeid in 1920 geïnstalleerd en functioneerde tot het uitbreken van de Tweede Wereldoorlog.
Met de oprichting van de Hoge Raad van Arbeid beoogde de regering de vakbeweging en de werkgeversorganisaties bij het sociaal-economische beleid te betrekken. Bij de totstandkoming van de Raad heeft de eerste minister van Arbeid in Nederland, P.J.M. Aalberse, een grote rol gespeeld. Aalberse installeerde de Raad in 1920 en was er de eerste voorzitter van.
Na 1945 is de Raad niet meer bijeengeweest en in 1950 is hij opgeheven. In dat jaar werd de Sociaal-Economische Raad opgericht, die de plaats van de Hoge Raad van Arbeid in de overlegeconomie innam.

## Raad van Arbeid
Voor de uitvoering van de sociale verzekeringen werden Raden van Arbeid ingesteld.